# Huevo de Colón (rompecabezas mecánico)

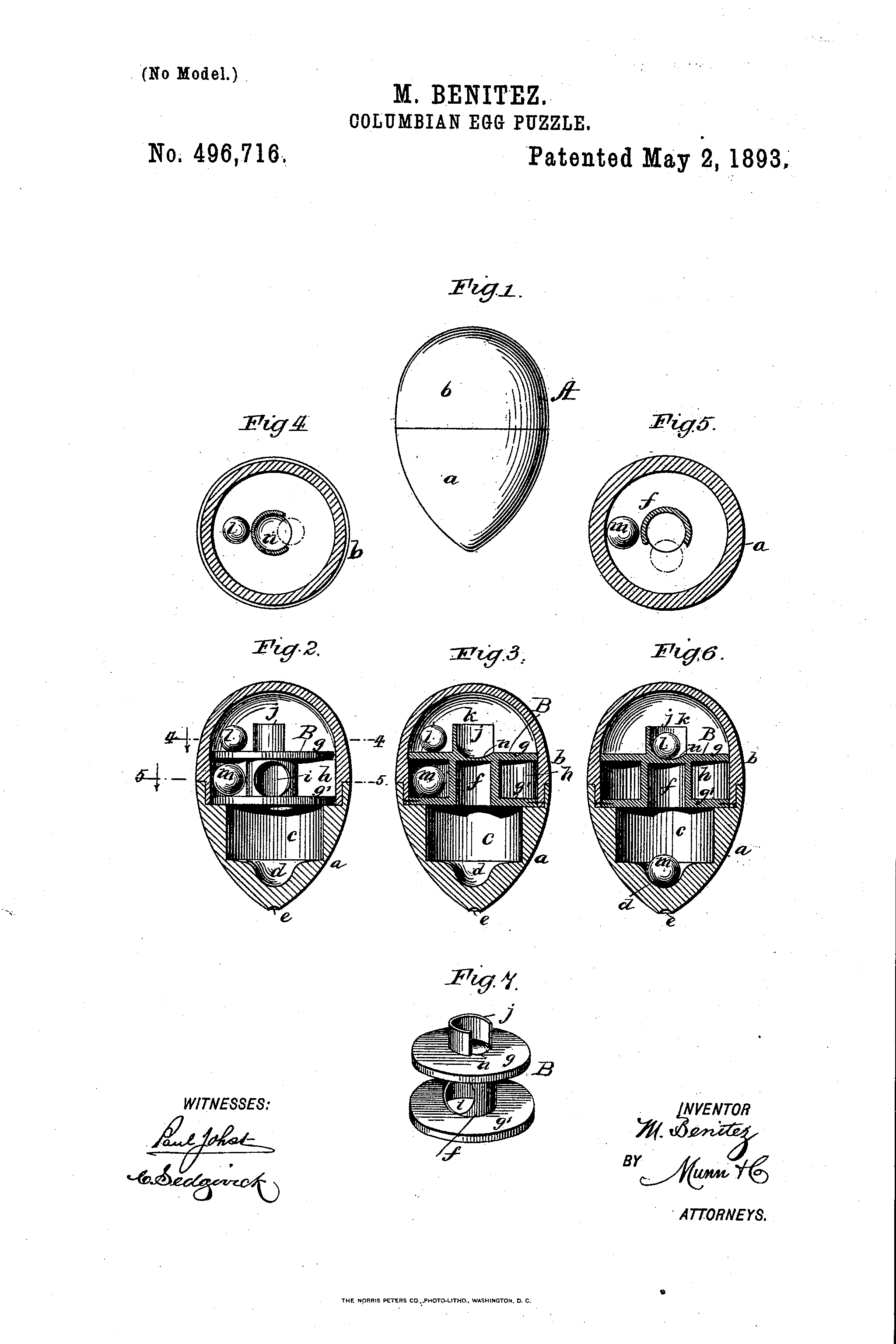

El Huevo de Colón es un juguete mecánico, de tipo  rompecabezas inspirados en la leyenda del Huevo de Colón por su extremo para marcar un punto. Por lo general, estos rompecabezas son objetos con forma de  huevo con mecanismos internos que hacen que el huevo se mantenga en pie, una vez que el usuario descubre el secreto. Los mecanismos que se suelen utilizar en estos juguetes incluyen pesos móviles, mercurio que fluye en tubos o compartimentos sellados y bolas de acero que ruedan sobre ranuras y hoyos.

## Historia
En un libro de 1893 se describió un rompecabezas en forma de huevo de Colón, que utilizaba una bola rodante.  El catálogo de Montgomery Ward de 1894 incluye un juguete llamado "Huevo de Colón".
Existen al menos 18 patentes en Estados Unidos para tales dispositivos, desde 1891. 
La empresa alemana Pussycat vende un huevo de Colón que se puede equilibrar manteniéndolo en posición vertical durante 25 segundos y luego invirtiéndolo rápidamente. El huevo permanecerá entonces sobre su extremo puntiagudo durante 15 segundos, para luego caerse de lado.